# 浙江省江山中学
28°45′42″N 118°38′02″E / 28.76167°N 118.63389°E

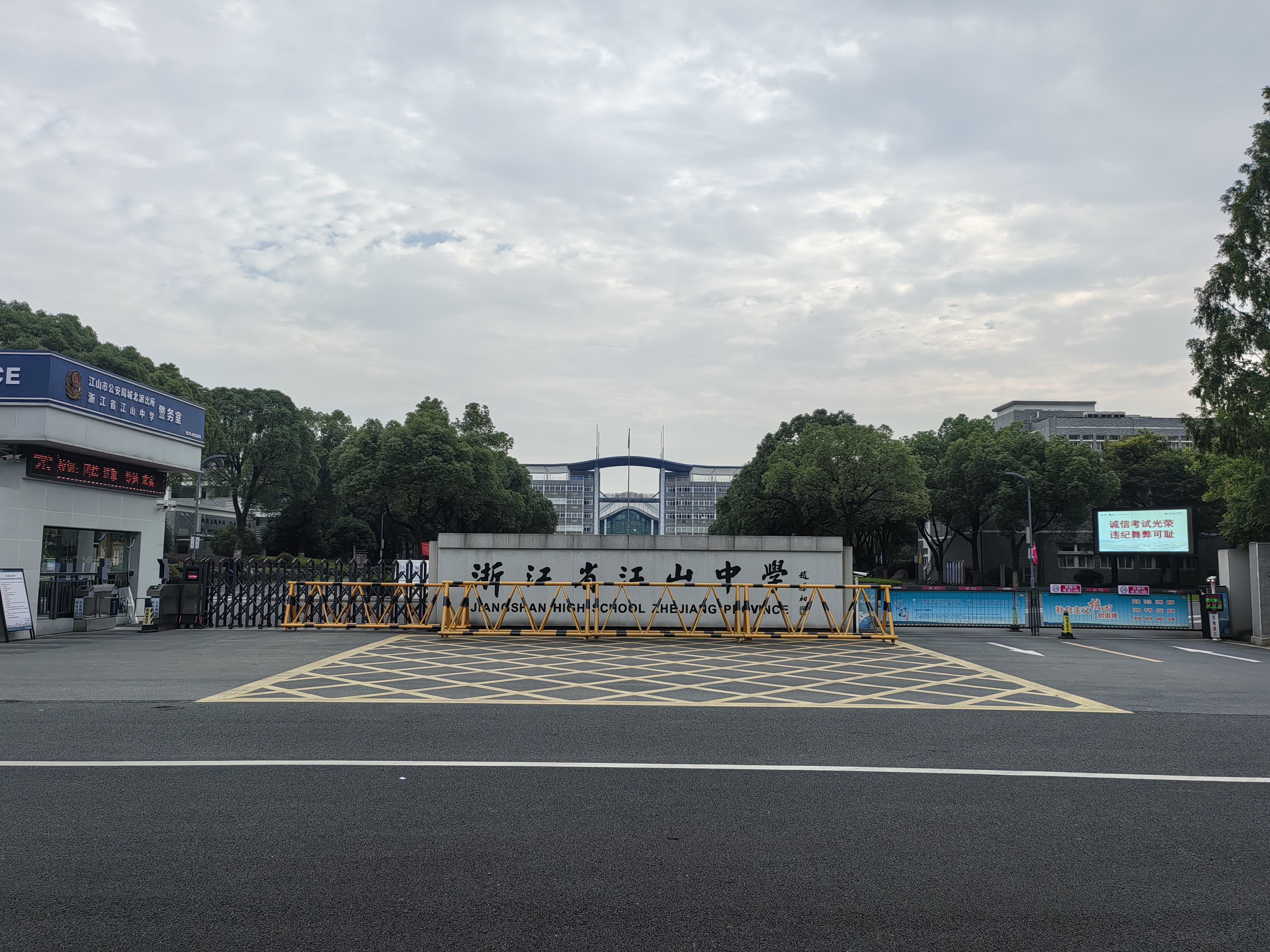
浙江省江山中学正门

浙江省江山中学（英语：Jiangshan High School of Zhejiang Province），简称江中，位于中华人民共和国浙江省江山市，是浙江省一级重点中学、浙江省一级普通高中示范学校、浙江省现代化学校。

## 历史
浙江省江山中学校史可追溯到清乾隆二年（1737年）知县宋云会创建的官办文溪书院，传承于清光绪二年（1906年）知县李钟岳奉命改名的县立江山中学堂。
现代江山中学的前身为江山县中学生补习学校，于1938年创办于县立中山小学（今实验小学）校舍。后为避免日军空袭等缘故，迁往长台。又因抗日战争影响于1943年春迁往石门，并改称江山县立初级中学。1945年春，在城内增设高中班。1946年春，全校迁回城内。1947年1月改名为江山县立中学。1950年春，私立萃文中学部分师生并入该校。1955年8月改称浙江省江山中学，列为金华地区重点中学。1969年6月与江山新一中（今江山二中）合并为“江山县城关中学”。1978年下半年，与江山一中分开，复称江山中学。1997年7月，其被省教委认定为浙江省一级重点中学。2005年1月整体搬入新校园。

## 现状

### 办学规模
截止至2013年，江山中学现有在校生近3000人，教职工220余人。新校区占地350亩，建筑面积80000平方米。

### 硬件设施
截至2013年，浙江省江山中学建有两个标准的400米田径场，3个大广场，4个食堂，5个报告厅，6大主建筑群，7幢学生公寓。其中，科技实验楼占地15000多平方米，内有42个标准实验室仪器室、6个阅览室、10多万册的藏书、4个60座学生机房；体育馆总投资2千多万元，可承办各种大型活动。

### 交流活动
2024年7月2日上午，香港理工大学工程学院院长文効忠、电子计算学系系主任兼数据科学讲座教授李青等一行来到浙江省江山中学考察交流。
2024年9月29日，1952届高中校友郑异凡返校捐赠著作，有《苏联真相：对101个重要问题的思考》（上中下册）《史海探索》《托洛茨基文选》《托洛茨基读本》等专（译）著和个人书法作品一幅。
2024年10月11日，香港特别行政区第五任行政长官林郑月娥女士到访浙江省江山中学，参观校园和校史馆、观看学生特色体育活动并与学生们互动交流。

## 文化

### 校训和校风
校训：团结、进取、勤勉、求实
团结：团结为先，为实现我们共同的教育理想而联合起来；
进取：进取为上，倾心努力向前，立志有所作为；
勤勉：勤勉为本，做事尽力；
求实：求实为核，实事求是，以讲求教育和学习效果为核心价值。
校风：优秀是一种习惯。

## 著名校友
- 毛江森，中国科学院院士
- 徐元森，中国工程院院士
- 姜必宁，英国皇家内科学院院士、美国心脏学院胸腔学院院士
- 何清濂，中国变性医学之父
- 周望，大庆油田地下采矿原副总指挥
- 郑梦熊，《人民日报》原副总编
- 汪东林，《人民政协报》原副总编
- 汪新士，篆刻艺术家
- 何晴，著名影视演员

## 事故
2013年7月6日，3名江山中学女学生在乘坐韩亚航空214号班机到美国旧金山参加夏令营途中遇难。